# Червень 2009
Червень 2009 — шостий місяць 2009 року, що розпочався у понеділок 1 червня та закінчився у вівторок 30 червня.

## Події
- 1 червня
  - Пройшла інавгурація нового президента Сальвадору Маурісіо Фунеса, відразу після цього було підписано угоду про відновлення дипломатичних відносин між Сальвадором і Кубою, припинених 50 років тому.
  - ФІФА визначила міста-господарі чемпіонату світу з футболу 2014: Ріо-де-Жанейро, Бразиліа, Куяба, Белу-Оризонті, Куритиба, Форталеза, Манаус, Натал, Порту-Алегрі, Ресіфі, Салвадор, Сан-Паулу.
  - Катастрофа літака A330 над Атлантичним океаном
- 3 червня
  - У провінції Лімпопо (ПАР) у віці 134 років померла Молоко Темо, ймовірно найстаріша мешканка планети.
- 4 червня
  - У Великій Британії та Нідерландах почалися вибори до Європарламенту, які пройдуть в 27 країнах.
- 7 червня
  - Переможцями Відкритого чемпіонату Франції з тенісу 2009 року стали росіянка Світлана Кузнецова та швейцарець Роджер Федерер.
  - У Лівані почалися загальні парламентські вибори.
  - Вибори до Європейського парламенту в Естонії.
- 8 червня
  - Бахрейн, Кувейт, Катар і Саудівська Аравія створили валютний союз.
- 28 червня
  - Парламентські вибори в Албанії.
  - Переможцем Кубку конфедерації 2009 року стала збірна Бразилії.